# Robert Złotkowski
Robert Złotkowski (ur. 20 sierpnia 1975 w Warszawie) – polski bokser wagi junior ciężkiej, kick-bokser oraz trener.

## Kariera sportowa
We wczesnym okresie dorastania triumfy świecił jeden z najsłynniejszych polskich kick-bokserów – Marek Piotrowski, którego był fanem. W 1988 zaczął wtedy trenować sporty walki: kick-boxing, boks i brazylijskie jju-jitsu. W ciągu całej swojej kariery zawodowego kick-boksera stoczył około 120 pojedynków w różnych formułach. W latach 1994–1998 był członkiem Polskiej Kadry Narodowej w kick-boxingu. Jak sam mówił w tym sporcie osiągnął już wszystko, co było do osiągnięcia. W 1997 roku przeszedł na boks. Do 2002 roku jako zawodowy bokser wagi półciężkiej odbył 15 walk, z czego wygrał 13. Przez wszystkie lata swojej kariery walczył na wielu ringach, polskich i zagranicznych, tym samym miał przyjemność współpracy z największymi sławami rodzimej i światowej areny boksu i kick-boxingu. Do 2017 prowadził swój klub bokserski "Złotkowski Team" w Warszawie. Aktualnie prowadzi treningi w "Gravitan Targówek" oraz w "WCA Fight Team" tamże

## Osiągnięcia[5]
- 1993: Mistrzostwo Polski kick-boxing LowKick, Warszawa

- 1994: II Mistrzostwo Polski kick-boxing full-contact, Radom

- 1995: Mistrzostwo Polski kick-boxing light-contact, Poznań

- 1996: Mistrzostwo Europy Juniorów kick-boxing full-contact

- 1996: II Mistrzostwo Europy kick-boxing light-contact, Włochy

- 1996: III Mistrzostwo Europy kick-boxing full-contact, Belgrad

- 1996: Mistrzostwo Polski kick-boxing light-contact, Tychy

- 1996: Mistrzostwo Polski kick-boxing full-contact, Węgrów

- 1997: Puchar Świata kick-boxing, Włochy

- 1997: Mistrzostwo Świata kick-boxing, Włochy

- 1997: Mistrzostwo Polski kick-boxing full-contact, Libiąż

- 1997: Puchar Polski kick-boxing full-contact, Koszalin

- 1997: Mistrzostwo Polski kick-boxing light-contact, Leszno
- 1994-1998: Członek Polskiej Kadry Narodowej w Kick-Boxingu

- 1998:Mistrzostwo Polski kick-boxing light-contact, Wrocław

- 1998: Puchar Polski kick-boxing full-contact, Zielona Góra

- 2002: tytuł Instruktora Kick-Boxingu
- 2002: tytuł Instruktora Boksu

- 2002: tytuł Instruktora Sztuk Walki
- 1994-1998: Członek Polskiej Kadry Narodowej w Kick-Boxingu
- 2005: Międzynarodowe Mistrzostwo Polski kick-boxing full-contact, Warszawa
- 2005-2006: Politechnika Warszawska, Katedra Sportu, Nauczyciel wychowania fizycznego, instruktor sztuk walki.
- 2006: Klub SATURN Fitness Centrum i Szkoła Fitness, Warszawa – Osobisty trener i instruktor sztuk walki.
- 2007: Kurs Udzielania Pierwszej Pomocy
- 1997-2002: Zawodowy bokser – 15 walk/13 wygranych/ 2 porażki

## Lista zawodowych walk w boksie
| Wynik     | Rekord | Przeciwnik         | Rozstrzygnięcie | Runda i czas | Data       | Miejsce                                | Uwagi           |
| --------- | ------ | ------------------ | --------------- | ------------ | ---------- | -------------------------------------- | --------------- |
| Przegrana | 13-2   | Jesper Kristiansen | DQ              | 5/?          | 07.09.2001 | Lemvig idraets og kulturcenter, Lemvig |                 |
| Wygrana   | 13-1   | Marek Svoren       | TKO             | 1/6          | 28.04.2001 | Inowrocław                             |                 |
| Wygrana   | 12-1   | Rene Janvier       | UD              | 8/8          | 17.02.2001 | Kołobrzeg                              |                 |
| Wygrana   | 11-1   | Milan Konecny      | UD              | 6/6          | 02.12.2000 | Gdańsk                                 |                 |
| Wygrana   | 10-1   | Mike White         | PTS             | 6/6          | 27.11.1999 | Everton Park Sports Centre, Liverpool  |                 |
| Wygrana   | 9-1    | Paul Bonson        | PTS             | 6/6          | 16.10.1999 | York Hall, Bethnal Green               |                 |
| Wygrana   | 8-1    | Mario Lupp         | TKO             | 3/?          | 18.09.1999 | Gdańsk                                 |                 |
| Wygrana   | 7-1    | Laszlo Szabo       | KO              | 2/?          | 17.07.1999 | Gdańsk                                 |                 |
| Przegrana | 6-1    | Vitali Spath       | TKO             | 2/6          | 26.06.1999 | Hala Ludowa, Wrocław                   |                 |
| Wygrana   | 6-0    | Jimmy Steel        | PTS             | 6/6          | 28.05.1999 | Everton Park Sports Centre, Liverpool  |                 |
| Wygrana   | 5-0    | Michael Pinnock    | PTS             | 4/4          | 03.04.1999 | Sands Centre, Carlisle                 |                 |
| Wygrana   | 4-0    | PR Mason           | TKO             | 2/4 (1:41)   | 26.02.1999 | Sports Centre, Coventry                |                 |
| Wygrana   | 3-0    | Mihai Iftode       | PTS             | 4/4          | 13.02.1999 | Jastrzębie-Zdrój                       |                 |
| Wygrana   | 2-0    | Paul Bonson        | PTS             | 4/4          | 28.11.1998 | Centrum Arena, Prestwick               |                 |
| Wygrana   | 1-0    | Seamus Casey       | TKO             | 3/4 (1:47)   | 28.11.1998 | Ulster Hall, Belfast                   | Debiut w Boksie |

Legenda: TKO – techniczny nokaut, KO – nokaut, UD – jednogłośna decyzja, SD – niejednogłośna decyzja, MD – decyzja większości, PTS – walka zakończona na punkty, RTD – techniczna decyzja sędziów, DQ – dyskwalifikacja

## Wykształcenie
Akademia Wychowania Fizycznego w Warszawie, kierunek: Wychowanie Fizyczne – magister wychowania fizycznego.

## Filmografia[6]
- 2002 – "Na dobre i na złe" odc. "Skuteczny cios" (98) – obsada aktorska (bokser),
- 2007 – "Twarzą w twarz" – ewolucje kaskaderskie,

- 2007 – "Determinator – ewolucje kaskaderskie, obsada aktorska,

- 2007 – "Odwróceni" – ewolucje kaskaderskie, obsada aktorska,

- 2009 – "Contact high" – ewolucje kaskaderskie (Polska)
- 2009 – "Naznaczony" – odc. (4), ewolucje kaskaderskie
- 2019 – "Fighter" – obsada aktorska, trening aktorski